# Michael Masoliver
Carl Michael Uggla Masoliver, född 6 augusti 1966, är en svensk författare och tidigare journalist. Masoliver har skrivit två böcker om gator i Stockholm. Boken Stockholm gata för gata handlar om händelser i Stockholms innerstad medan boken Gata för gata runt Stockholm tar upp händelser utanför Stockholms innerstad men i Stockholm.